# تعريف الكوكب

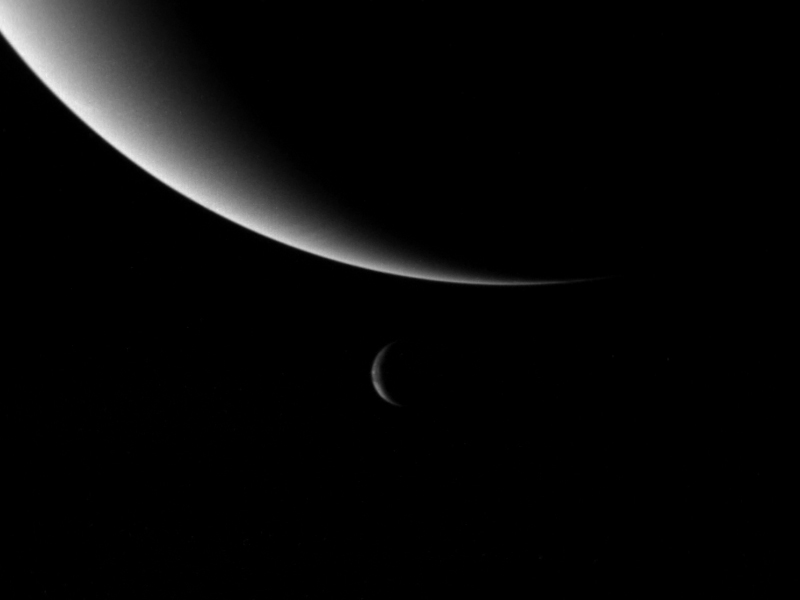
كوكب نبتونو قمره تريتون، صورة اخذتها فواياجور2عندما دخلت خارج نطاق النظام الشمسي.

منذ عصر اليونانيين القدامى احتوى معنى كلمة كوكب عدة أشياء، في أغلب الأحيان عبر ألاف السنين استعملت معايير غير صارمة، ومعناها غير مستقر وذلك باحتواء أو إقصاء عدة أجسام فلكية مثل الشمس والقمر، التوابع الفلكية، والكويكبات.
في نهاية القرن التاسع عشر، كلمة كوكب بدون أن تكون معرفة، أخذت تعبير مستقر، طبق فقط على الأجسام الفلكية في المجموعة الشمسية، عدد قليل من هذه الأجسام لديه اختلافات يمكن التعامل معها بصورة فردية، قبل عام1992 بدأ علماء الفلك باكتشاف عدة أجسام إضافية وراء مدار نبتون، بالإضافة إلى مئات الأجسام التي تدور حول نجوم أخرى، هذا الاكتشاف لا يدرس فقط عدد الكواكب المحتملة بل يتعداها إلى دراسة خصائصها وتغيراتها، بعضها كبير تقريبا ليكون نجما، والبعض الأخر اقل حتى من قمر الأرض، هذا الاكتشاف تحدى أغلب ما وصل إليه السابقون حول ما يعنيه الكوكب.
التعريف الأوضح للكوكب كان الموضوع الراهن عام2005 باكتشاف الأجسام الفلكية ما بعد نبتون مثل ايريس الذي هو أكبر من الكوكب بلوتو –بلوتو اصغر كوكب في النظام الشمسي-.
و في الرد على هذا الموضوع عام 2006 الاتحاد الفلكي الدولي، -هذا الاتحاد معترف به من قبل الفلكيين لحل القضايا المتعلقة بتسمية واتخاذ القرارات على الأجسام الفلكية-. التعريف الذي طبق فقط على النظام الشمسي، يقر بان الكوكب هو جسم يدور حول الشمس، ولديه كتلة كافية ليملك جاذبيته الخاصة من اجل صنع مداره حول الشمس، أيضا لديه حي واضح من الأجسام الصغيرة حول مداره.
تحت هذا التعريف الجديد بلوتو ليس مؤهلا لكي يكون ضمن الكواكب.
قرار الاتحاد الفلكي الدولي لم يحل كل الخلافات إذ إن بعض الفلكيين سلموا به بينما بعضهم في رفضوه بشكل تام.

## تاريخ الكوكب

### الكوكب عند القدماء

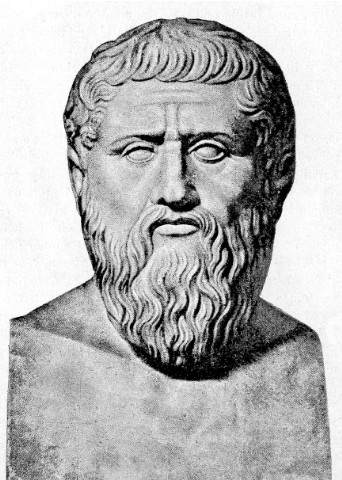
الفيلسوف أفلاطون

كان تعريف الكوكب في بداية قصته وكان معروفا عند أغلب الحضارات. كلمة كوكب تعود إلى اليونانيين القدامى.كان اليونانيون يعتقدون بان الأرض ثابتة وأنها مركز الكون الذي يتوافق مع نموذج النظرية المركزية وكل الأجسام الفلكية أيضا السماء المرئية تدور كلها حول الأرض، استعمل اليونانيون القدامى المعيار الكوكب المتجول لكي يشرحوا الضوء القادم من النجوم في السماوات التي تتحرك عبر فصول السنة.بالمقارنة مع النجوم الساكنة التي تبقى ساكنة نسبيا بالنسبة لبعضها البعض هي خمسة أجسام معروفة عند الإغريق بالكواكب والتي ترى بالعين المجردة وهي [عطارد] ,الزهرة، المريخ، المشتري، زحل.
اجمع علماء الكوزمولوجيا الرومانيين على أن عدد هذه الكواكب سبعة مضاف إليها الشمس والقمر (كما في علم التنجيم الحديث), من ناحية أخرى هنالك بعض الغموض في هذه النقطة عند أغلب الفلكيين عندما قاموا بفصل الكواكب الخمسة النجومية عن الشمس والقمر.
أفلاطون حوالي 360سنة قبل الميلاد ذكر بان الشمس والقمر والخمسة نجوم الأخرى كلها كواكب
تلميذه أرسطو أعطى توضيح مشابه له في السماواتحركة الشمس والقمر اقل من حركة بعض الكواكب.
و في القصيدة للفيلسوف اويضوسوز التي كتبت حوالي 350قبل الميلاد التي تحتوي على شعر بموضوع فلكي، الشاعر اراطوس وصف ذلك ب هذه خمسة أجرام الأخرى التي تختلط مع الأبراج وتدور بعجلة في كل اتجاه من اثنى عشر وجه للبروج.

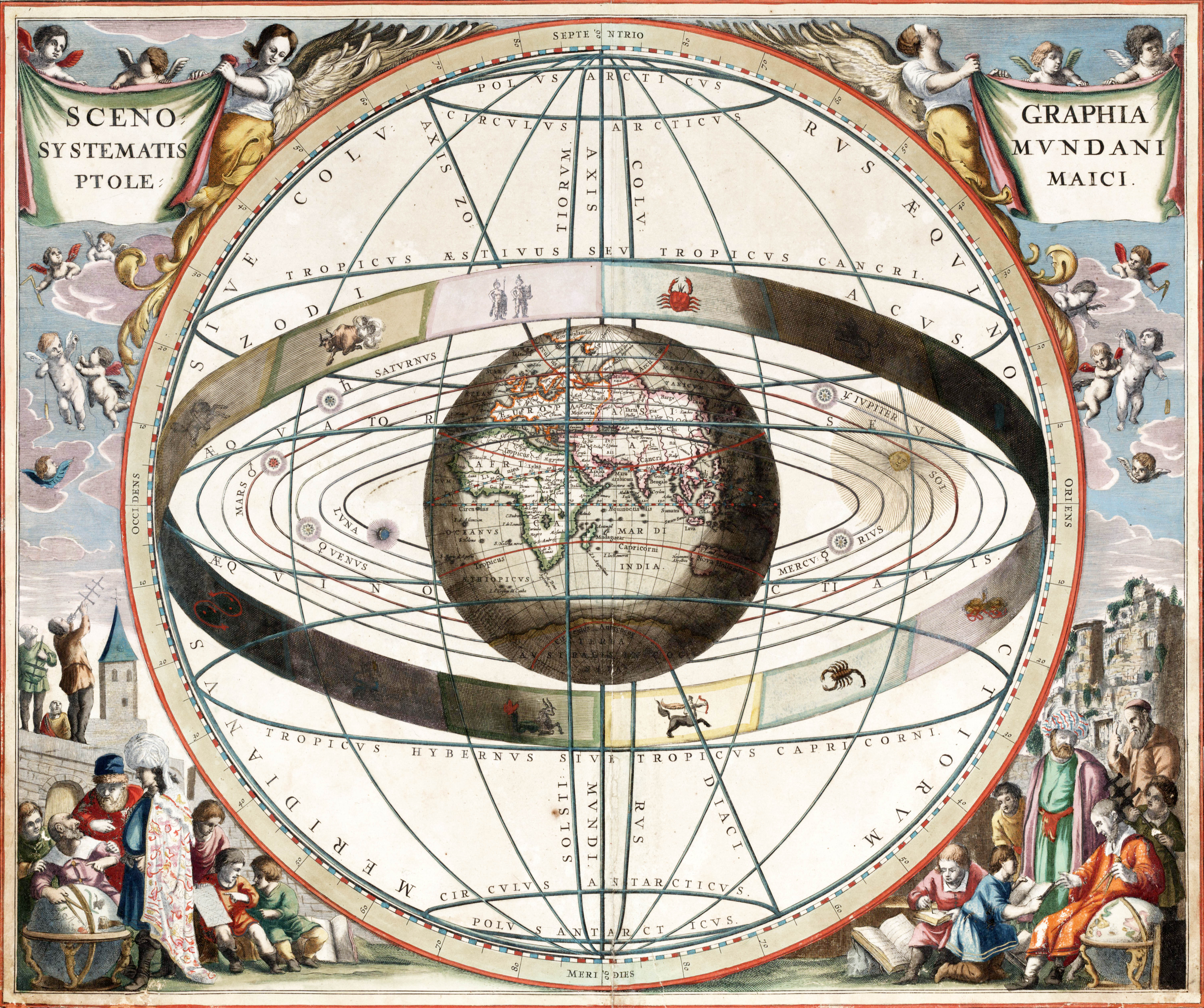
الكوكب كما كان مفهوما عند القدماء.

في القرن الثاني كتب بطليموس مجلد للشمس والقمر وللخمسة الكواكب، قام هيجينيوس بشرح حركة الخمسة كواكب التي غالبا ما كانت تسمى متجولة والتي سماها الإغريق بالكواكب.الكاتب اللاتيني ماركوس مانيليوس الذي عاش خلال عهد يوليوس قيصر وضع أحد أهم القوانين الرئيسية التي تعتمد في علم التنجيم الحديث قال الآن علم التنجيم منقسم إلى خمسة اجزاء الجزء الكبير منها هو تلك النجوم المتنقلة التي تمر في السماء متلألئة.

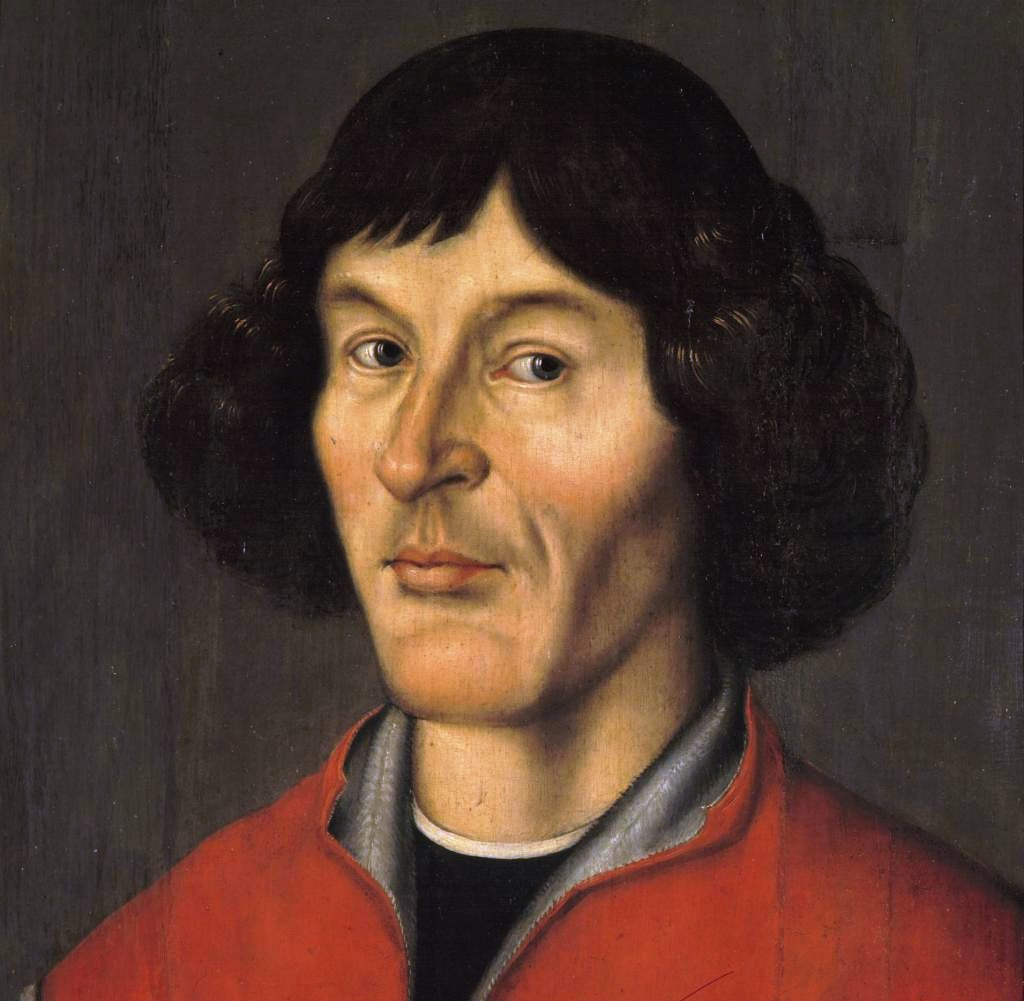
كوبرنيكCopernicus

ان وجهة النظر الوحيدة حول الكواكب السبعة كانت حوالي 53 فبل الميلاد.حيث أعلنت روح سيبيو أن
"سبعة من هذه الكرات تحتوي الكواكب كل كوكب في كرة بحيث كلها تتحرك عكس حركة السماوات.في القصة الطبيعية للشيخ بليني التي يقول فيها "هذه النجوم السبعة التي بسب حركتها ندعوها بالكواكب مع ذلك لا توجد نجمة تتجول اقل مما تفعله هذه النجوم السبعة" نونوس اليوناني شاعر القرن الخامس قال "عندي وحي القصة في سبعة أقراص وتحمل الأقراص أسماء الكواكب السبعة"

### الكوكب في العصور الوسطى
معظم الكتاب العصور الوسطى قبلوا بفكرة الكواكب السبعة، في مقدمة العصور الوسطى لعلم الفلك ضمت الشمس والقمر إلى مجموعة الكواكب النظرية الكوكبية الأكثر تطورا والتي تعرض «نظرية الكواكب السبعة»
و في القرن الرابع عشر الشاعر جون غوير اشار إلى الكواكب بان لها علاقة بحرفة الكيمياء وان الشمس والقمر عبارة عن كوكبان.
حتى نيكولا كوبرنيك الذي رفض النظرية التمركزية ورفض إن الشمس والقمر هما كوكبان وقد فصل بين الشمس والقمر والكواكب، في إهداءه إلى البابا أبولو الثالث أشار كوبرنيك إلى حركة الشمس والقمر والكواكب الخمسة الأخرى.

## تعريف الاتحاد الفلكي الدولي للكوكب

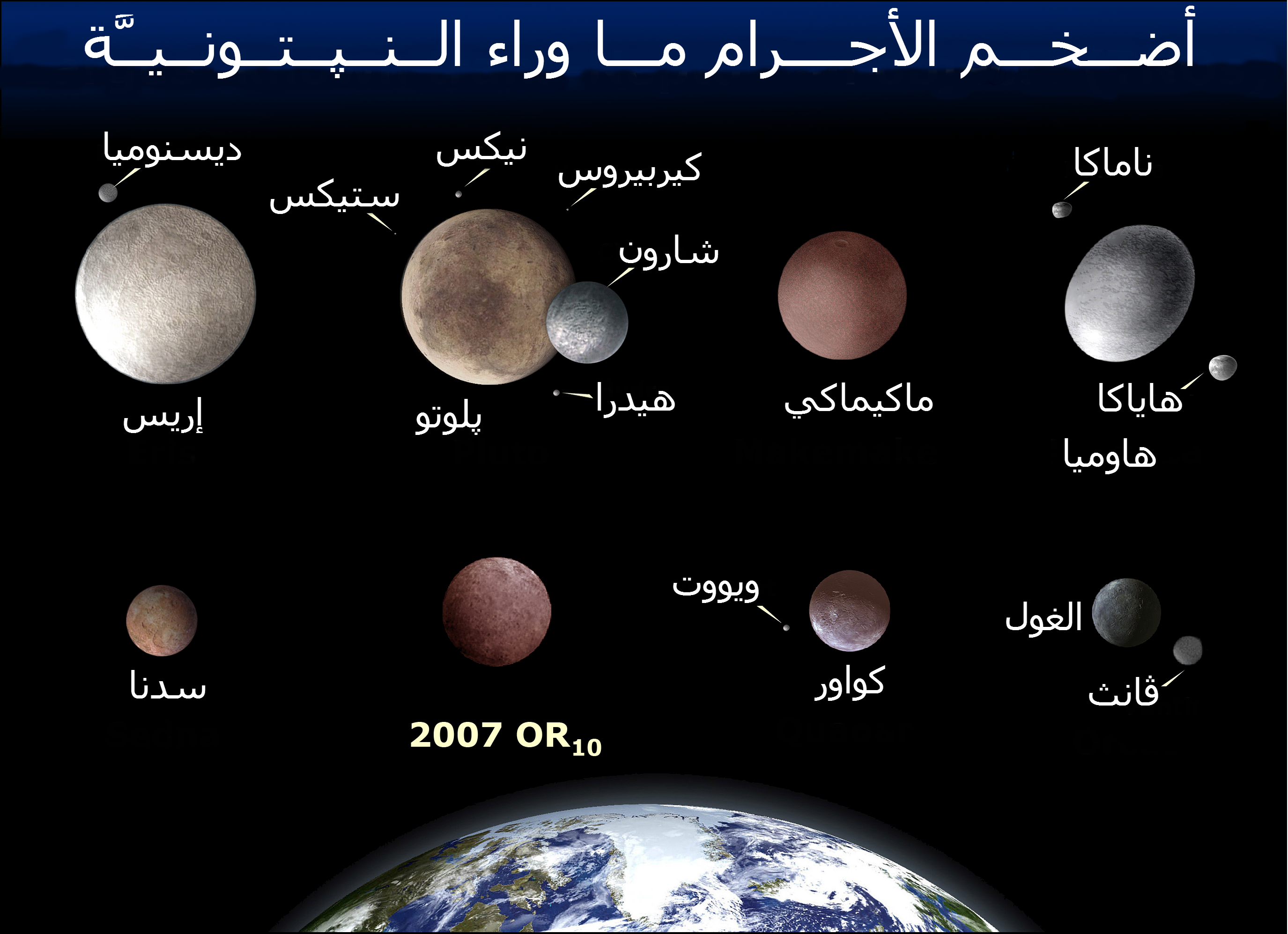
مقارنة ايريس، وبلوتو، ماكيماكي، هوميا، ، Orcus، OR10 2007، Quaoar، والأرض

اكتشاف ايريس اجبر الاتحاد على تغيير التعريف، قامت مجموعة مكونة من 19 مشاركا والذين قد عملوا سابقا على التعريف منذ اكتشاف سدنا عام 2003، اقتصروا على ثلاث خيارات. واستعملوا لذلك ما يسمى بتصويت الموافقة والتعاريف كالأتي:
- الكوكب هو أي جسم يدور حول الشمس وله قطر أكبر من 2000 km 11 صوت موافق).
- الكوكب هو أي جسم يدور حول الشمس مداره مستقر وناتج عن جاذبيته الخاصة.(8 أصوات موافقة)
- الكوكب هو أي جسم يدور حول الشمس ويكون المسيطر في حييه (6 أصوات موافقة)

بذلك الاتحاد حل الأشكال بان الكواكب وكل الأجسام في نظامنا الشمسي مصنفة إلى ثلاثة أصناف على النحو التالي
- ‘الكوكب’: جسم فلكي بحيث:
  - يدور حول الشمس.
  - له كتلة كافية ليمتلك جاذبية خاصة به من اجل تحقيق التوازن الهيدروستاتيكي.
  - أيضا له حي واضح حول مداره.
- ‘كوكب قزم’ : جسم فلكي بحيث:
  - يدور حول الشمس.
  - له كتلة كافية ليمتلك جاذبية خاصة به من اجل تحقيق التوازن الهيدروستاتيكي.
  - أيضا ليس له حي واضح حول مداره.
  - ليس تابعا طبيعيا.
- ‘كل الأجسام الأخرى’ : باستثناء القمار: يشار إليها بصغار الأجسام في النظام الشمسي.

اقر الاتحاد أيضا بان كل من (كوكب وكوكب قزم) هما متمايزان. يعني بان الكواكب القزمة بالرغم من أن اسمها هكذا إلا أنها لا تعتبر كواكب.
وقرر الاتحاد الفلكي الدولي كذلك: بوصف بلوتو بـ «الكوكب القزم» حسب التعريف أعلاه.

## قبول التعريف

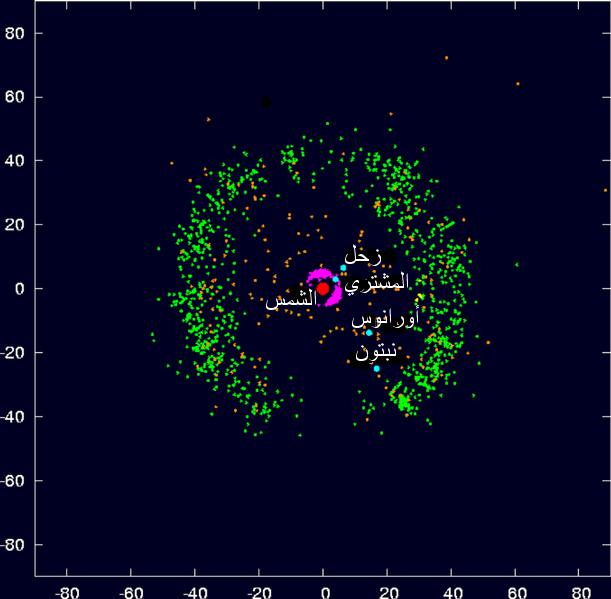
حزام كويبر والكواكب الخارجية للنظام الشمسي

من بين أنصار تعريف الاتحاد الفلكي الدولي مايك براون، مكتشف ايريس، وستيفن سوتر، أستاذ الفيزياء الفلكية في المتحف الأميركي للتاريخ الطبيعي، ونيل ديغراس تايسون، مدير قبة هايدن السماوية.
في مقال في العدد 2007 كانون الثاني / يناير، أدرج العالم الأميركي سوتر تعريفاً من النظريات الحالية لتشكيل وتطور النظام الشمسي، وهذا هو أقرب الكواكب الأولية تكونت من الغبار يحوم حول القرص كوكبي.

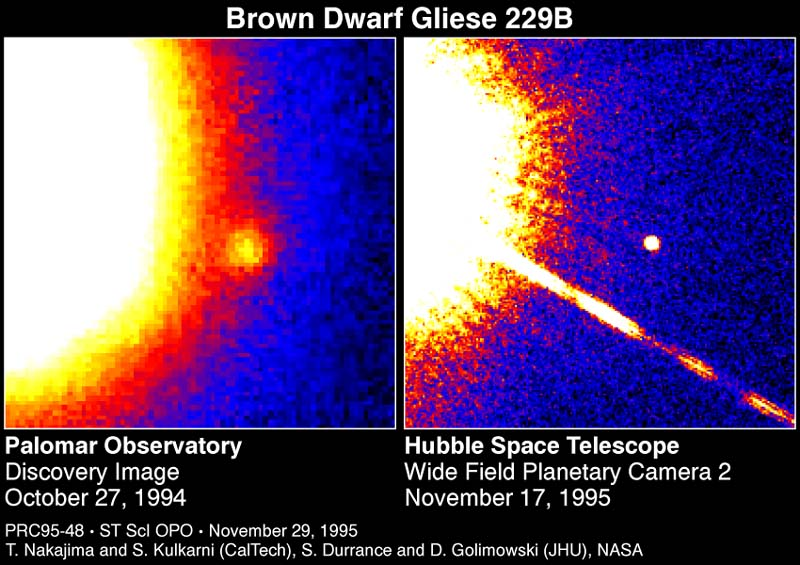
القزم الاسمر غليزا 229 في مداره حول نجمه.

منذ عام 1992اكتشف أكثر من 300 كوكب خارج النظام الشمسي، معظم هذه الكواكب لها حجم معتبر، يقارب حجم نجم صغير، بينما عدة اكتشافات حديثة للأقزام السمر بالمقابل هي صغيرة كفاية لكي تعتبر كواكب.
في 2003 الاتحاد العلمي الفلكي اقر بيانا رسميا لتوضيح ما يعنيه كوكب خرج المجموعة الشمسية، وهذا يعنيه الدوران حول نجم. حاليا لم يبق إلا التعريف المقترح من قبل الاتحاد العالمي الفلكي في هذه القضية.

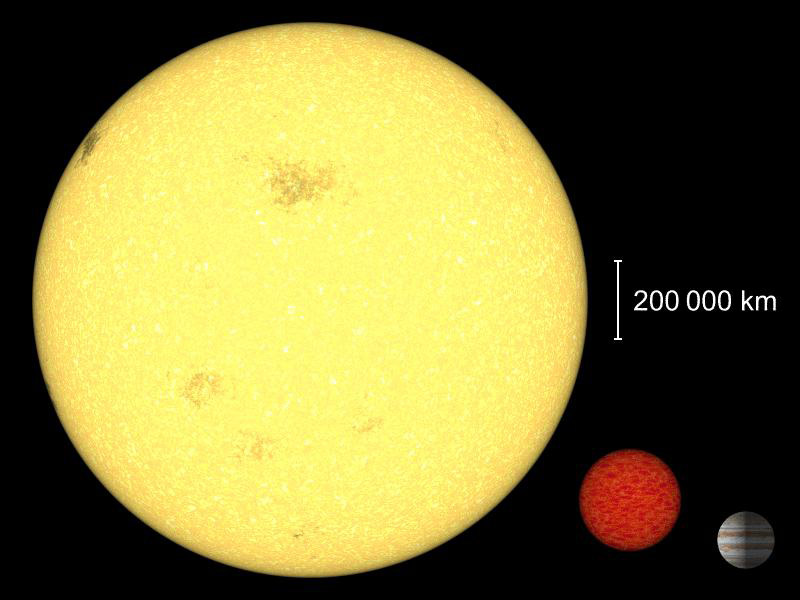
مقارنة بين قزم اسمر والشمس وكوكب المشتري.

لكن لجنة 2006 لم تحاول أن تتحدى الاتحاد الفلكي العالمي بتعريفها للكوكب لكنها ادعت انه من الصعب تعريف الكوكب دون وضع اعتبار للكواكب خارج النظام الشمسي:
- أجسام لها كتل معتبرة اقل من تلك المحددة للتفاعلات النووية للدوتيريوم (عادة مقدارها 13 من كتلة المشتري في الأجسام المعدنية) التي تدور حول نجم أو بقايا نجم لا يهم كيف تكونت.اقل كتلة تؤخذ للكوكب يجب أن تكون مماثلة لتلك الموجودة في النظام الشمسي.
- أجسام بين النجوم ذات كتل أكبر من تلك المحددة للتفاعل النووي للدوتيريوم تسمى الأقزام السمر.
- أجسام بسرعة إفلات حول نجم فتي لها كتلة اقل من تلك المحددة للتفاعلات النووية الحرارية للدوتيريوم ليست كواكب بل هي - فوق الأقزام السمر-